# 大三島ブルーライン
大三島ブルーライン株式会社（おおみしまぶるーらいん）は、愛媛県今治市に本社を置く海運会社。

## 概要
伯方・大島大橋の開通による航路再編で1987年に設立された第三セクターで、愛媛汽船および今治市と大崎上島町が出資する。1988年1月18日に愛媛汽船が運航していた今治 - 大三島 - 木江航路を移管され、運航を開始した。
当初は愛媛汽船引継ぎのフェリー2隻と新たに導入された快速船1隻で運航されていたが、1999年5月、しまなみ海道全通に伴い、減船・減便が行われ、フェリー・快速船各1隻による運航に縮小された。
その後、2012年10月1日にせきぜん渡船と合わせた航路再編が行われ、宗方 - 岡村間のフェリー航路が新設される一方で、9月30日をもって快速船航路（今治 - 宗方 - 木江（天満） - 木江（一メ目） - 宮浦）とフェリー航路の木江 - 宮浦間が廃止され、今治 - 宗方 - 木江間はフェリーのみの運航となった。代替としてせきぜん渡船の旅客船が宗方港に寄港するようになり、発着便のなくなった宮浦港へは既存路線バスを増便して連絡している。
2022年現在は、今治港と大三島（今治市）、大崎上島（大崎上島町）、岡村島（今治市）を結ぶ旅客フェリー航路を運航している。

## 沿革
- 1987年 - 「大三島ブルーライン株式会社」設立。
- 1988年1月 - 愛媛汽船の今治～大三島～木江航路を継承。
- 1991年 - 新造船「フェリーみしま」就航、「みしま丸」引退。
- 1999年5月 - しまなみ海道全通に伴い、フェリー減船・減便。「きのえ丸」引退。
- 2012年10月1日 - 快速船と木江 - 宮浦のフェリー航路を廃止し、宗方 - 岡村のフェリー航路を開設。「ブルーライン1号」引退。
- 2019年4月 - 新造船「みしま」が就航。「フェリーみしま」引退。

## 航路

### 運航中の航路
- 今治 - 宗方 - 木江（天満）
- 宗方 - 岡村（岡村島）

「みしま」が就航する。

### 過去に存在した航路
- 今治 - 宗方 - 木江（天満） - 木江（一メ目） - 宮浦

快速船「ブルーライン1号」が就航していた。

## 船舶

### 運航中の船舶
- みしま

2019年４月竣工、2019年4月22日就航、矢野造船建造（S382番船）
224総トン
鉄道建設・運輸施設整備支援機構（JRTT）の船舶共有建造制度による支援を受けた。

### 過去の船舶

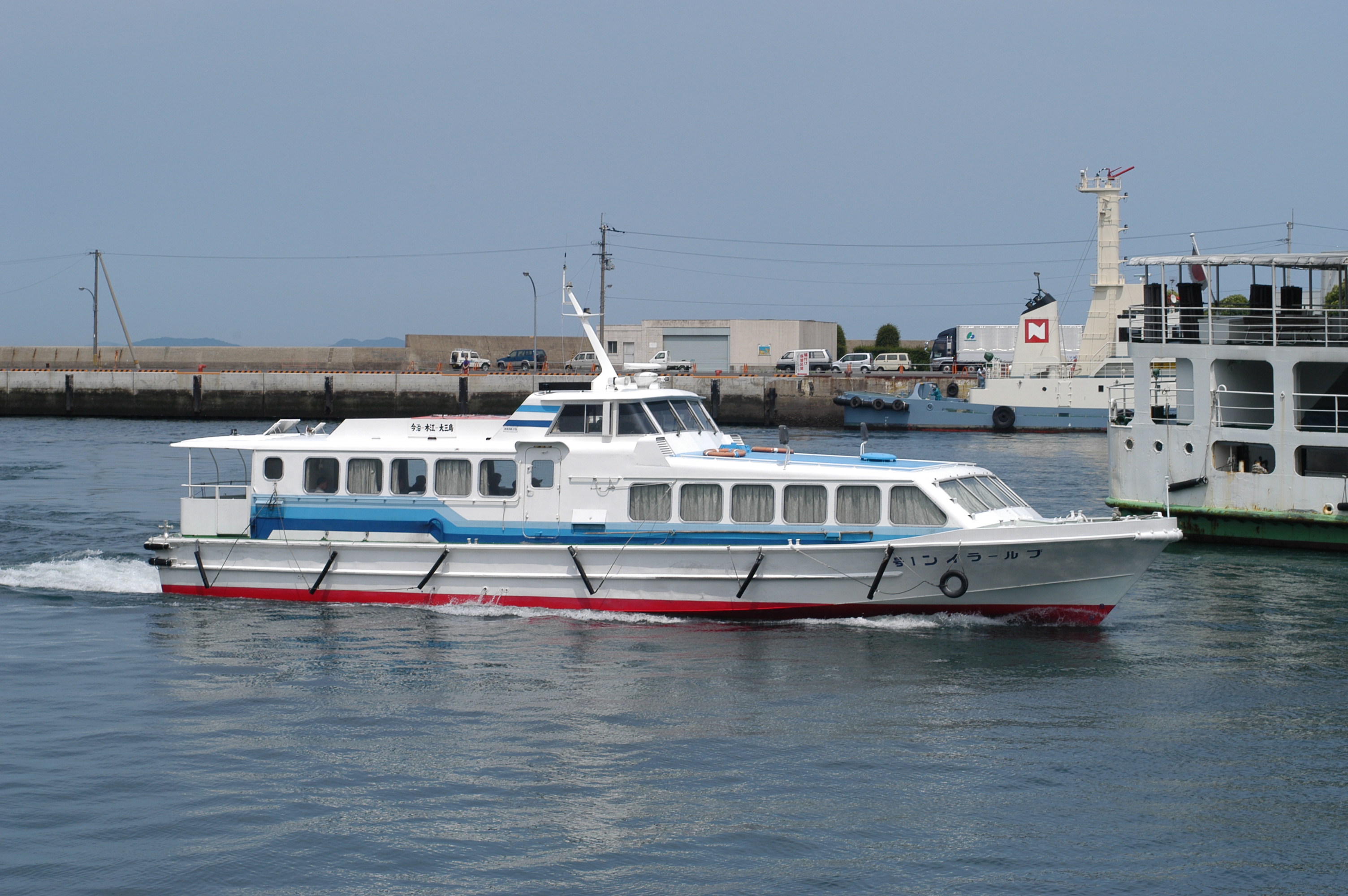
ブルーライン1号 (今治港)

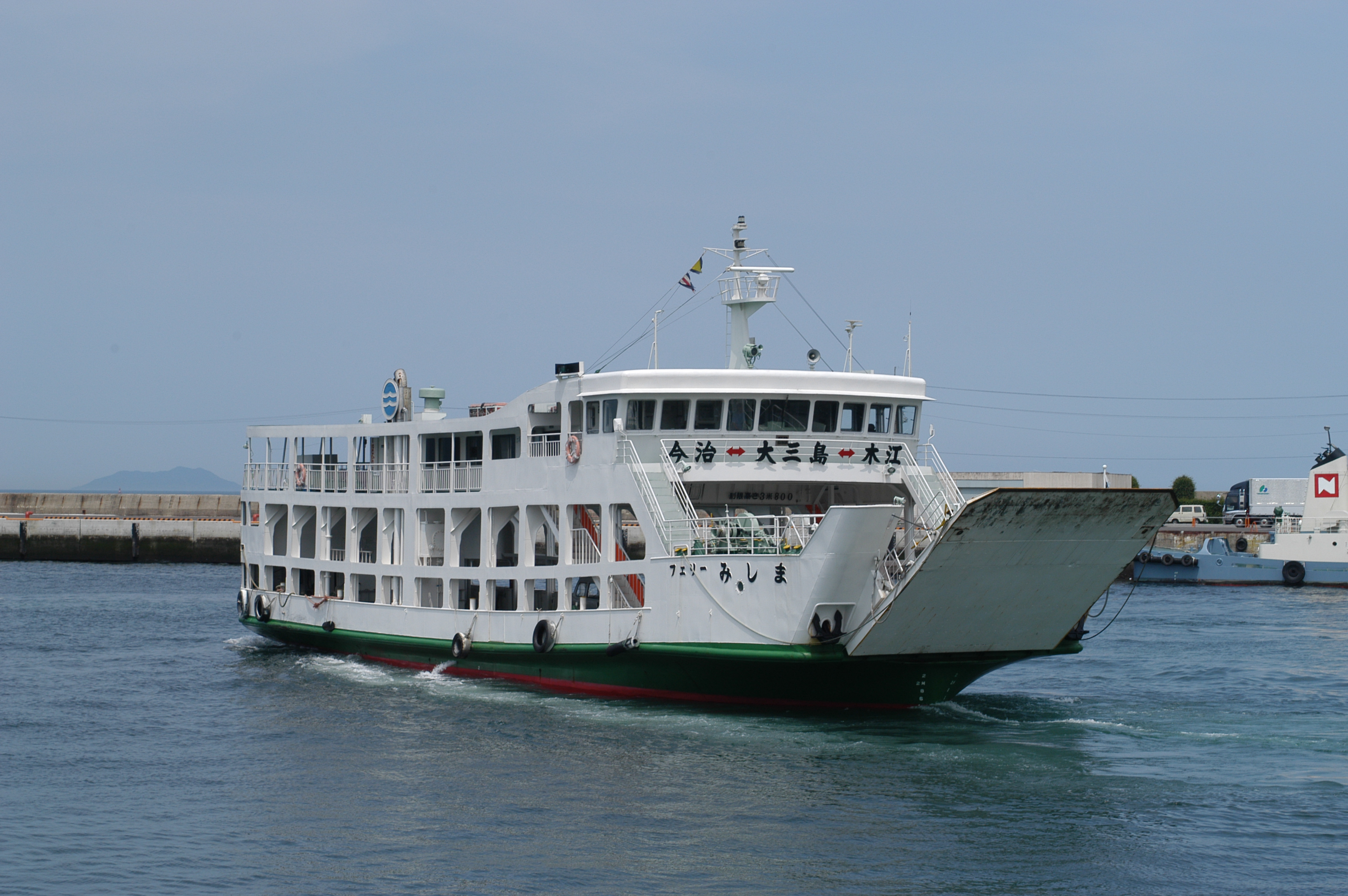
フェリーみしま (今治港)

- みしま丸[6]

1978年12月竣工、1988年1月18日就航、1991年引退、大浦船渠建造、元・愛媛汽船「第十二愛媛」、引退後はえひめ南汽船「第八くしま」となる。
198.77総トン、全長39.55m、幅8.60m、深さ2.99m、ディーゼル1基、機関出力900PS、航海速力11.5ノット
旅客定員250名、8tトラック4台、乗用車2台
- きのえ丸[6]

1979年12月竣工、中谷造船所建造、もと愛媛汽船「第十六愛媛」。引退後松島観光汽船に売船、「フェリーまつしま」に改名。
199.84総トン、全長39.55m、幅8.60m、深さ2.99m、ディーゼル1基、機関出力900ps、航海速力11.5ノット
旅客定員250名、8tトラック4台、乗用車2台。
- ブルーライン1号

1988年1月竣工、2012年9月30日引退、三保造船所建造
35総トン、登録長19.21m、幅4.65m、深さ1.85m、ディーゼル2基
- フェリーみしま

1991年4月竣工、藤原造船所建造（第118番船）、2019年4月引退
213総トン、全長42.5m、幅10.0m、深さ3.0m、ディーゼル1基、950PS、航海速力11.0ノット、旅客定員250名、6トントラック8台
船舶整備公団との共有船